# ليام كور
ليام كور (بالإنجليزية: Liam Corr)‏ هو لاعب كرة قدم بريطاني، ولد في 19 يونيو 1990 في فلكرك في المملكة المتحدة. لعب مع نادي ستيرلينغ ألبيون.

## وصلات خارجية
- ليام كور على موقع قاعدة بيانات كرة القدم.إي يو (الإنجليزية)
- ليام كور على موقع قاعدة بيانات كرة القدم.إي يو (الإنجليزية)